# John Hubley
John Kirkham Hubley (Marinette, 21 maggio 1914 – New Haven, 21 febbraio 1977) è stato un regista, sceneggiatore, animatore, direttore artistico e produttore cinematografico statunitense.
Pioniere e innovatore dell'industria d'animazione americana, fu una delle figure chiave della United Productions of America (UPA), nonché fondatore dello studio indipendente Storyboard, Inc. (successivamente rinominato Hubley Studio). Hubley tentò di creare opere più complesse, da un punto di vista emozionale e visivo, rispetto a quelle prodotte da studi contemporanei quali Walt Disney Company e Warner Brothers Animation.
Hubley sviluppò un interesse nei confronti dell'arte fin da piccolo, anche grazie al fatto che sia sua madre che sua nonna materna erano pittrici professioniste. Dopo le scuole superiori si iscrisse all'ArtCenter College of Design per studiare pittura. Dopo tre anni di frequentazione dei corsi, a ventidue anni venne preso dalla Walt Disney Animation Studios. Sebbene il suo talento fosse stato immediatamente riconosciuto tanto da assumere subito il ruolo di direttore dell'animazione di  Fantasia, Hubley si sentì costretto dall'approccio conservatore all'animazione dell'azienda, che dunque lasciò nel 1941 in seno allo sciopero degli animatori. Si unì alla First Motion Pictures Unit, per poi seguire altri colleghi ed ex-colleghi nella fondazione dell'Industrial Poster Service (poi United Productions of America). Alla UPA Hubley svolse svariati ruoli e diresse numerosi cortometraggi, tra cui The Ragtime Bear (1949), che per la prima volta presentava il personaggio di Mr. Magoo, da lui co-creato.
Nel 1952, Hubley venne costretto a lasciare la UPA in seguito al rifiuto di denunciare chi nell'azienda fosse vicino al comunismo, portando a un'eventuale investigazione su di lui condotta dalla House Un-American Activities Committee. Riuscì però a fondare subito dopo un proprio studio d'animazione, per capitalizzare sull'industria degli spot pubblicitari. Nel 1954 il Solomon R. Guggenheim Museum lo contattò per realizzare un cortometraggio d'animazione, il primo finanziato dal museo.
Hubley collaborò con jazzisti come Dizzy Gillespie, Benny Carter e Quincy Jones e spesso usò per i suoi film dialoghi improvvisati dai doppiatori, creando in questo modo uno stile d'animazione nuovo e inusitato per esprimere emozioni e sentimenti e contribuendo all'evoluzione del modernismo postbellico. John e Faith Hubley sono infatti spesso considerati i più importanti animatori indipendenti americani e, in generale, due tra i più influenti della storia del medium.

## Filmografia

### Walt Disney Productions
- Pinocchio (1940) - direttore artistico
- Fantasia (1940) - direttore artistico
- Bambi (1942) - direttore artistico

### Screen Gems
- Wolf Chases Pigs (1942)
- Old Blackout Joe (1942)
- The Dumbconscious Mind (1942)
- King Midas, Junior (1942)
- The Vitamin G-Man (1943)
- Professor Small and Mister Tall (1943)
- He Can't Make It Stick (1943)

### UPA
- Flat Hatting (1946)
- Robin Hoodlum (1948)
- The Magic Fluke (1949)
- Ragtime Bear (1949)
- Spellbound Hound (1950)
- Punchy de Leon (1950)
- Gerald McBoing-Boing (1951)
- Fuddy Duddy Buddy (1951)
- Rooty Toot Toot (1952)

### Format Films
- The Tale of Old Whiff (1959)

### Storyboard/Hubley Studios

#### Cinema
- A Date with Dizzy (1956)
- Adventures of an * (1957)
- Harlem Wednesday (1957)
- Tender Game (1958)
- Moonbird (1959)
- Children of the Sun (1960)
- Of Stars and Men (1962)
- The Hole (1962)
- The Hat (1964)[9]
- A prova di errore (Fail-Safe) (1964)
- A Herb Alpert and the Tijuana Brass Double Feature (1966)
- Urbanissimo (1966)
- The Cruise  (1967)
- Windy Day (1968)
- Zuckerkandl! (1968)
- Of Men and Demons (1969)
- Eggs (1970)
- Dig (1972)[10]
- Cockaboody (1973)[11]
- Voyage to Next (1974) (Oscar nominee)
- People, People, People (1975)
- Everybody Rides the Carousel (1976)
- A Doonesbury Special (1977)
- La collina dei conigli (Watership Down) - non accreditato (1978)
- The Cosmic Eye (1986) (archive footage)[12]

#### Televisione
- Sesamo apriti (Sesame Street) ("Imagination E", 1969)
- Sesamo apriti ("O Song", 1969)
- Sesamo apriti ("Polar Bear & Exit", 1970)
- Sesamo apriti ("Small V", 1970)
- Sesamo apriti ("F for Football", 1971)
- Sesamo apriti ("Baby Fantasy", 1971)
- Sesamo apriti ("Birds 1-20", 1971)
- Sesamo apriti ("Penguin Rhythms", 1971)
- Sesamo apriti ("Hungry M", 1971)
- Sesamo apriti ("Letter S", 1972)
- The Electric Company ("The Adventures of Letterman", 1972)

## Riconoscimenti
- Premi Oscar
  - 1960 - Miglior cortometraggio d'animazione per Moonbird
  - 1963 - Miglior cortometraggio d'animazione per The Hole
  - 1967 - Miglior cortometraggio d'animazione per Herb Alpert and the Tijuana Brass Double Feature
  - 1969 - Candidatura per il miglior cortometraggio d'animazione per Windy Day
  - 1970 - Candidatura per il miglior cortometraggio d'animazione per Of Men and Demons
  - 1975 - Candidatura per il miglior cortometraggio d'animazione per Voyage to Next
  - 1978 - Candidatura per il miglior cortometraggio d'animazione per The Doonesbury Special
- Festival di Venezia
  - 1953 - Candidatura al Leone d'Oro per Letto matrimoniale (The Fourposter)
- Festival di Cannes
  - 1961 - Candidatura alla Palma d'oro per Children of the Sun
  - 1967 - Candidatura alla Palma d'oro del cortometraggio per Herb Alpert and the Tijuana Brass Double Feature
  - 1978 - Candidatura alla Palma d'oro del cortometraggio per A Doonesbury Special
  - 1978 -  Premio della giuria del cortometraggio per A Doonesbury Special
- Annie Award
  - 1975 - Winsor McCay Award
- Festival internazionale del film d'animazione di Annecy
  - 1962 - Premio speciale della giuria per Of Stars and Men
  - 1963 - Omaggio della giuria per la contribuzione personale all'animazione per The Hole